# L'Aventure de Waï-Waï le castor canadien
 (décembre 2024).
Albums de Plume Latraverse
Livraison... par en arrière Métamorphoses, Tôme I
L'Aventure de Waï-Waï le castor canadien est un conte pour enfant de Plume Latraverse, sorti en 1981.

## Liste des titres
| No | Titre                                     | Durée |
| -- | ----------------------------------------- | ----- |
| 1. | L'Aventure de Waï-Waï, le castor canadien |       |
| 2. | La poule qui a mangé du chewing-gum       |       |